# Klara Izabella Pacowa
Klara Izabella Pacowa, född 1631, död 1685, var en polsk hovfunktionär. Hon är känd som den inflytelserika hovdamen och gunstlingen till två av Polens drottningar, Marie Louise av Mantua och Eleonora av Österrike. Hon använde sina kontakter till att gynnas sin make Krzysztof Zygmunt Pac, och var med honom ledare för det franska partiet i kungavalet 1667 och 1674.